# Copa Internacional de Futebol Legends
A Copa Internacional de Futebol Legends é um torneio amistoso de futebol sênior disputado por equipes formadas por ex-atletas já aposentados que em algum momento defenderam suas cores, seja profissionalmente ou nas divisões de base.

## Formato
Na 3ª edição o formato mudou, já que havia mais equipes. As equipes do Grupo A encaram as do Grupo C, enquanto as do Grupo B terão pela frente as do Grupo D. Os campeões de cada chave se classificam para as semifinais.

#### Critérios de desempate
- Vitórias
- Saldo de gols

As semifinais serão disputadas em jogo único. Em caso de empate, pênaltis, sem prorrogação.
As partidas são disputadas em 2 tempos de 35 minutos.

## História
| Edição | Ano  | Sede           | Equipes Participantes | Campeão          | Ref.  |
| ------ | ---- | -------------- | --- | ---------------- | ----- |
| I      | 2017 | Punta del Este | Boca Juniors, San Lorenzo, Universidade Católica, e Carrasco (URU) | San Lorenzo      | [ 4 ] |
| II     | 2018 | Sete Lagoas    | Atlético Mineiro, Boca Juniors, Corinthians, Cruzeiro, River Plate, San Lorenzo | Atlético Mineiro | [ 4 ] |
| III    | 2019 | Gama           | Atlético Mineiro, Gama (substituindo o Barcelona de Guayaquil que desistiu da disputa), Botafogo, Corinthians, Flamengo, Fluminense, River Plate, Santos, San Lorenzo, São Paulo, Sporting Cristal e Vasco da Gama | Botafogo         | [ 7 ] |

## Transmissão
A primeira edição foi realizada no Uruguai e foi transmitida ao vivo pela emissora de televisão DirecTV alcançando um público de 200 mil pessoas.
A segunda edição realizada em Sete Lagoas MG, foi transmitida pela emissora de televisão SporTV alcançado um público de 800 mil a um milhão de pessoas no Brasil, e pela TNT (Argentina) 200 mil pessoas.
A terceira edição que é realizada em Brasília-DF, no Estádio Valmir Campelo Bezerra, o Bezerrão, no Gama,  é transmitida pela emissora de televisão Fox Sports Brasil para todo Brasil com estimativa de público de um milhão a um milhão e meio de pessoas no Brasil, na Argentina pela TNT com estimativa de público de 200 mil a 500 mil pessoas e também será transmitido para o Uruguai por uma emissora local.

## Premiação
O campeão, leva R$ 50 mil, enquanto o segundo e terceiro colocados levam R$ 30 mil e R$ 20 mil, respectivamente. Além disso, também serão distribuídos prêmios para os 11 jogadores eleitos para a seleção do campeonato, onde cada um leva R$ 1 mil. O valor é o mesmo que o melhor jogador geral e o artilheiro também receberão.